# Ейвон-Лейк (Огайо)
Ейвон-Лейк (англ. Avon Lake) — місто (англ. city) в США, в окрузі Лорейн штату Огайо. Населення — 25 206 осіб (2020).

## Географія
Ейвон-Лейк розташований за координатами 41°29′40″ пн. ш. 82°0′58″ зх. д. / 41.49444° пн. ш. 82.01611° зх. д. (41.494504, -82.016074).  За даними Бюро перепису населення США в 2010 році місто мало площу 28,82 км², уся площа — суходіл.

## Демографія
Згідно з переписом 2010 року, у місті мешкала 22 581 особа в 8900 домогосподарствах у складі 6321 родини. Густота населення становила 783 особи/км².  Було 9411 помешкання (326/км²).
Расовий склад населення:
| - 95,7 % — білих - 1,3 % — азіатів - 1,1 % — чорних або афроамериканців - 0,1 % — корінних американців |

До двох чи більше рас належало 1,4 %. Частка іспаномовних становила 2,4 % від усіх жителів.
За віковим діапазоном населення розподілялося таким чином: 26,2 % — особи молодші 18 років, 59,3 % — особи у віці 18—64 років, 14,5 % — особи у віці 65 років та старші. Медіана віку мешканця становила 41,9 року. На 100 осіб жіночої статі у місті припадало 93,3 чоловіків;  на 100 жінок у віці від 18 років та старших — 89,2 чоловіків також старших 18 років.
Середній дохід на одне домашнє господарство  становив 107 848 доларів США (медіана — 82 720), а середній дохід на одну сім'ю — 131 604 долари (медіана — 103 957). Медіана доходів становила 77 383 долари для чоловіків та 48 929 доларів для жінок. За межею бідності перебувало 3,5 % осіб, у тому числі 2,6 % дітей у віці до 18 років та 6,1 % осіб у віці 65 років та старших.
Цивільне працевлаштоване населення становило 11 011 осіб. Основні галузі зайнятості: освіта, охорона здоров'я та соціальна допомога — 26,4 %, виробництво — 16,2 %, науковці, спеціалісти, менеджери — 11,0 %, фінанси, страхування та нерухомість — 10,1 %.